# Nigger (Hund)
Nigger (* ?; † 16. Mai 1943 in Scampton, Lincolnshire, England) war ein schwarzer Labrador, der durch die dokumentarischen und fiktionalen Darstellungen der britischen Luftangriffe auf deutsche Talsperren während des Zweiten Weltkriegs (Operation Chastise) bekannt wurde.

## Leben

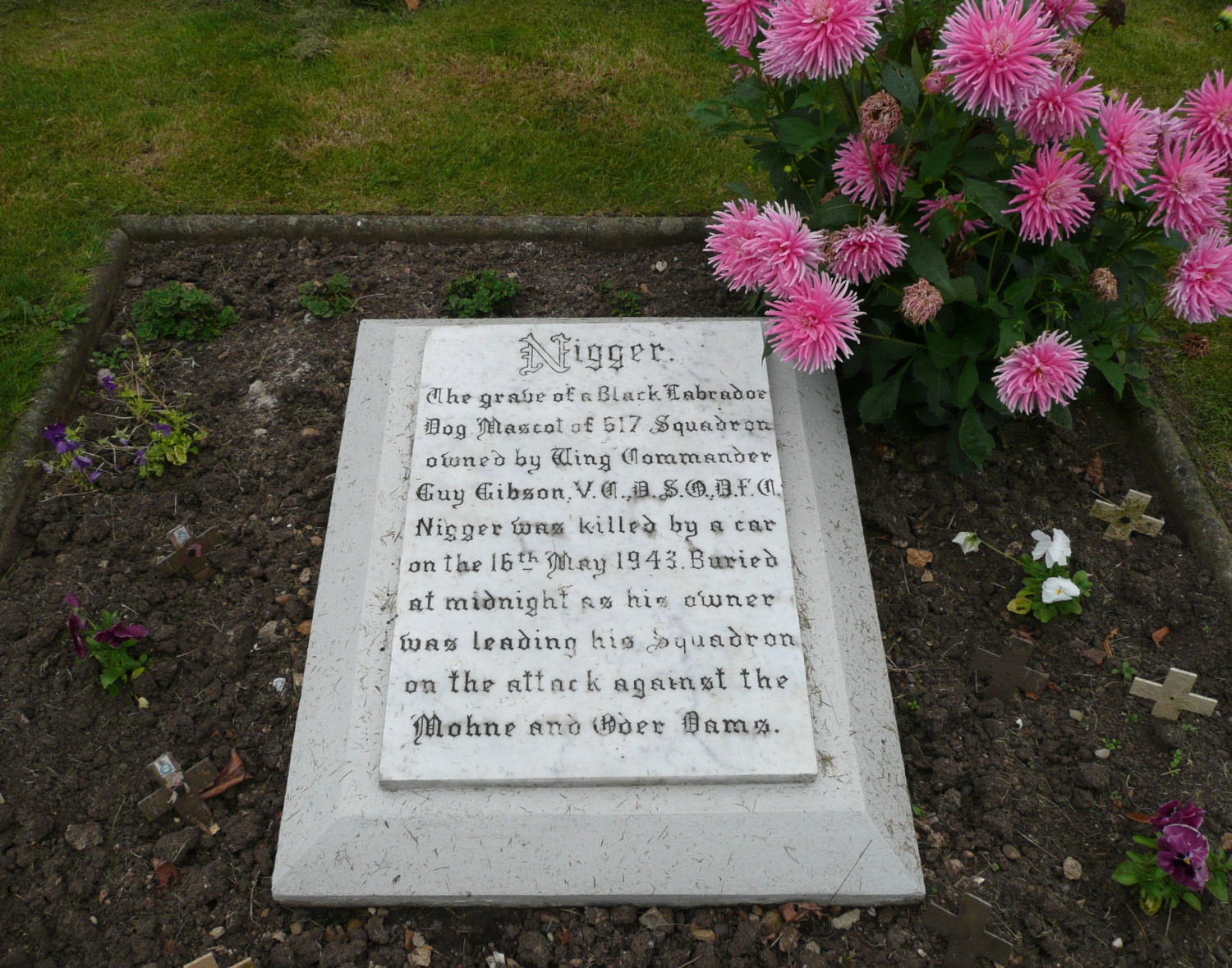
Niggers Grabstein

Nigger war der Hund von Wing Commander Guy Gibson, Kommandeur der No. 617 Squadron der RAF. Gibson hatte sich den Hund etwa 1941 als Welpe zugelegt und nahm ihn zu Einsätzen mit, während er zu einer Nachtjagdeinheit abgestellt war. In den Bombereinheiten nahm er ihn auf Übungsflügen mit, wo sich Nigger in der Glaskuppel des Bombenschützen zusammenrollte. Nigger war auch das Maskottchen der Staffel. In der Offiziersmesse wurde ihm in seinen Napf Bier eingeschenkt, wenn Gibson dort den Abend verbrachte. Wenige Stunden vor dem Angriff auf die Talsperren wurde Nigger von einem Auto überfahren, was die Moral von Gibson und den Bomberbesatzungen beeinträchtigte. Gibson gab Befehl, den Hund um Mitternacht, dem Zeitpunkt, an dem sein Flugzeug die holländische Küste überqueren würde, vor seinem Büro zu begraben. Nach dem erfolgreichen Angriff ließ Gibson das Codewort Nigger morsen, als Signal, dass die Zerstörung der Möhnetalsperre gelungen war.
Operation Chastise wurde 1951 in dem Buch The Dam Busters von Paul Bruckhill dokumentiert, in dem auch die Bedeutung Niggers für die 617. Staffel dargestellt wurde. In dem darauf beruhenden Kinofilm The Dam Busters von 1955 wurde Nigger von einem Sprengstoffspürhund der RAF dargestellt. Im Film wurde Niggers Name ein Dutzend Mal ausgesprochen. In späteren TV-Ausstrahlungen wurde der Name jedoch herausgenommen oder geändert, im US-Fernsehen zu Trigger, was zu öffentlichen Protesten führte.
Als Regisseur Peter Jackson im Jahr 2006 eine Neuverfilmung von The Dam Busters ankündigte, flammte die Diskussion um den Hundenamen wieder auf. Die Zeitung The Independent sprach von an unenviable choice: ditch historical accuracy or risk widespread offence. Drehbuchautor Stephen Fry bestand darauf, den Namen Nigger aus Gründen der historischen Genauigkeit beizubehalten. Allerdings ist unsicher, ob der für 2013 angekündigte Film noch zustande kommt.